# سگ‌توره

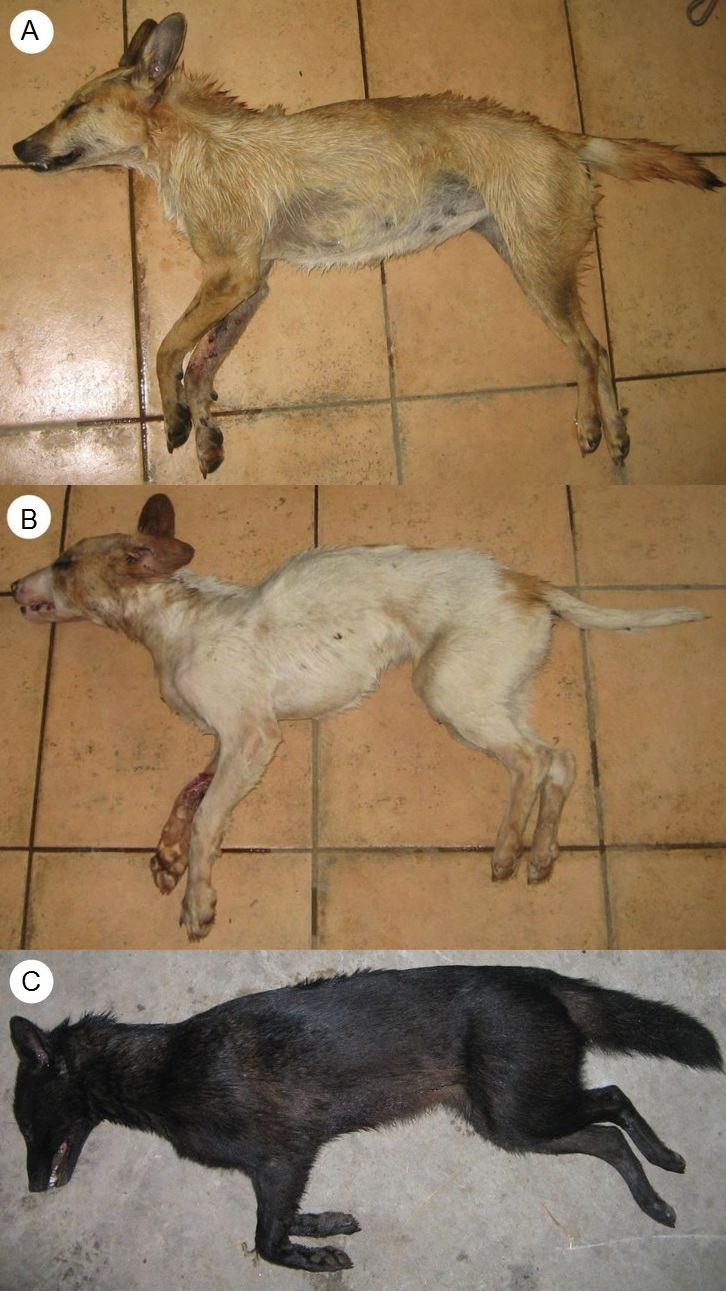
لاشه سه سگ‌توره در کرواسی. بررسی ژنتیکی بر روی این سه لاشه نشان داد همگی آن‌ها دورگه سگ و شغال هستند و برای نخستین بار دورگه‌شدن این دو جانور در حیات وحش اثبات علمی شد. همانطور که مشاهده می‌شود شکل ظاهری دورگه‌های شغال و سگ بسیار متفاوت می‌تواند باشد.

سگ‌توره حیوان دورگه‌ای است که از جفت‌گیری سگ و شغال پدید می‌آید. 
دورگه شدن سگ و شغال هم در اسارت و با نظارت انسان اتفاق افتاده است و هم در حیات وحش رخ می‌دهد زمانی که دو جانور به دلایلی نتوانند جفت همنوع برای خود پیدا کنند. سگ نژاد سولیموف یک نمونه معروف از دورگه‌های سگ و شغال است که توسط انسان پدید آمده‌اند.
تنها گونه شغال که می‌تواند با سگ دورگه بارور بدهد شغال زرد Canis aureus است. شغال‌های ایران همگی از همین گونه هستند.
بررسی‌های ژنتیکی بر روی شغال‌های بلغارستان نشان داده که دورگه شدن شغال و گرگ هم در حیات وحش اتفاق می‌افتد.